# Francis Beaumont
Pour les articles homonymes, voir Beaumont.
Francis Beaumont (Grâce-Dieu, Leicestershire, 1585, - Londres, 6 mars 1616), est un acteur et dramaturge anglais du théâtre élisabéthain surtout connu pour ses pièces écrites en collaboration avec John Fletcher.

## Biographie
Fils de Sir Francis Beaumont, un officier de justice, il amorce des études précoces dès l'âge de 13 ans au Broadgates Hall, aujourd'hui le Pembroke College d'Oxford.  Après la mort de son père survenue en 1598, il abandonne l'université sans avoir obtenu un diplôme. Il suit néanmoins les traces de son père en étant admis au sein de l'Honorable Société de l'Inner Temple à Londres en 1600. Il semble qu'il n'ait toutefois pas poursuivi très longtemps sa carrière d'avocat.
Il rencontre dans la capitale le poète et dramaturge Ben Jonson et d'autres écrivains avec qui il partage sa passion pour la poésie et le théâtre. Achevée alors qu'il n'a que dix-huit ans, sa première œuvre, parue à Londres en 1602, est un poème intitulé Salmacis and Hermaphroditus où se perçoivent les influences conjuguées de William Shakespeare et de Christopher Marlowe.  La pièce la plus connue écrite par Francis Beaumont seul demeure sa comédie Le Chevalier de l'Ardent Pilon (The Knight of the Burning Pestle, 1607), une satire des romans de chevalerie à l'instar du roman Don Quichotte de l'écrivain espagnol Miguel de Cervantes.
La fructueuse collaboration entre Francis Beaumont et John Fletcher s'amorce en 1605. Les deux amis avaient chacun essuyé quelques notables échecs au début de leur carrière d'auteur dramatique. Leur association leur permet d'aborder tous les genres (comédie, tragédie, tragi-comédie) et de remporter quelques beaux succès. La tragédie The Maid's Tragedy (vers 1609), qui aurait été rédigée en presque totalité par Beaumont, accuse plusieurs faiblesses de composition. Les comédies du duo sont de meilleure facture, notamment La Dédaigneuse (The Scornful Lady), une comédie féroce sur une femme qui repousse les offres de mariage : elle n'a presque jamais connu d'éclipse sur les scènes anglaises depuis sa création vers 1613.
Certaines des pièces signées Beaumont et Fletcher ne nous sont parvenues que dans des versions révisées ultérieurement par le dramaturge Philip Massinger.
Beaumont meurt en 1616 et est enterré dans l'abbaye de Westminster.

## Œuvre
Pièces écrites par Beaumont seul
- The Knight of the Burning Pestle, comédie (1607) Publié en français sous le titre Le Chevalier de l'ardent pilon, Paris, Aubier, 1957 ; réédition dans une nouvelle traduction sous le titre Le Chevalier au pilon flamboyant, Paris, Stock, coll. Théâtre ouvert, 1971 ; réédition dans une nouvelle traduction sous le titre Le Chevalier de l'Ardent Pilon, dans Théâtre élisabéthain vol. 2, Paris, Gallimard, Bibliothèque de la Pléiade no 556, 2009  (ISBN 978-2-07011560-0)
- The Masque of the Inner Temple and Gray's Inn, masque (1613)

Pièces écrites en collaboration avec John Fletcher
- The Woman Hater, comédie (1606)
- Cupid's Revenge, tragédie (1607–1612)
- Philaster, or Love Lies a-Bleeding, tragi-comédie (1609) Publié en français sous le titre Philaster ou l'Amour qui saigne, Bruxelles, 1895
- The Maid's Tragedy, tragédie (vers 1609)
- A King and No King, tragi-comédie (1611)
- The Captain, comédie (1609–1612)
- The Scornful Lady, comédie (vers 1613) Publié en français sous le titre La Dédaigneuse, Paris, La Renaissance du livre, s.d.
- Love's Pilgrimage, tragi-comédie (1615)
- The Noble Gentleman, comédie (1626)

Pièces écrites par Beaumont et Fletcher, ultérieurement révisées par Philip Massinger
- Thierry and Theodoret, tragédie (vers 1607)
- The Coxcomb, comédie (1608–1610)
- Beggars' Bush, comédie (vers 1612)
- Love's Cure, comédie (vers 1612)